# Olympische Sommerspiele 2012/Boxen
Bei den XXX. Olympischen Spielen 2012 in London fanden 13 Wettbewerbe im Boxen statt, davon zehn für Männer und drei für Frauen. Austragungsort war das Exhibition Centre London am Royal Victoria Dock im London Borough of Newham.
Erstmals boxten bei Olympischen Spielen auch Frauen um olympische Ehren. Das IOC hatte auf seiner Sitzung in Berlin am 13. August 2009 die Aufnahme von drei Frauenwettbewerben ins Programm beschlossen, und zwar im Fliegengewicht, Halbweltergewicht und Halbschwergewicht. Dafür strich es bei den Männern mit dem Federgewicht eine Gewichtsklasse.

## Bilanz

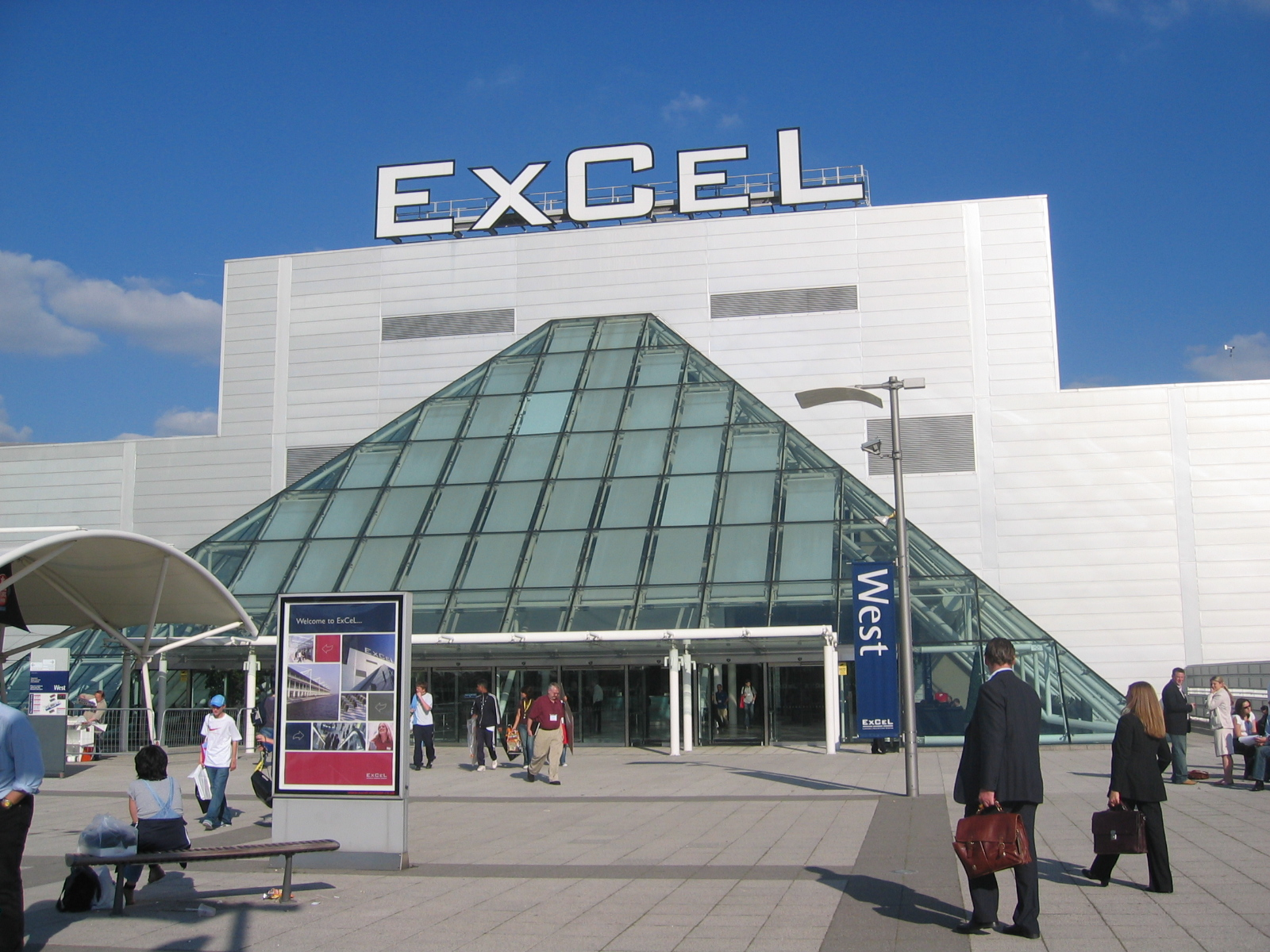
ExCel Exhibition Centre

### Medaillenspiegel
| Platz | Land               | Gold | Silber | Bronze | Gesamt |
| ----- | ------------------ | ---- | ------ | ------ | ------ |
| 1     | Großbritannien     | 3    | 1      | 1      | 5      |
| 2     | Ukraine            | 2    | 1      | 2      | 5      |
| 3     | Kuba               | 2    | –      | 2      | 4      |
| 4     | Russland           | 1    | 2      | 3      | 6      |
| 5     | Irland             | 1    | 1      | 2      | 4      |
| 5     | Kasachstan         | 1    | 1      | 2      | 4      |
| 7     | China              | 1    | 1      | 1      | 3      |
| 8     | Japan              | 1    | –      | 1      | 2      |
| 8     | Vereinigte Staaten | 1    | –      | 1      | 2      |
| 10    | Italien            | –    | 2      | 1      | 3      |
| 11    | Brasilien          | –    | 1      | 2      | 3      |
| 12    | Mongolei           | –    | 1      | 1      | 2      |
| 13    | Südkorea           | –    | 1      | –      | 1      |
| 13    | Thailand           | –    | 1      | –      | 1      |
| 15    | Aserbaidschan      | –    | –      | 2      | 2      |
| 16    | Bulgarien          | –    | –      | 1      | 1      |
| 16    | Indien             | –    | –      | 1      | 1      |
| 16    | Litauen            | –    | –      | 1      | 1      |
| 16    | Tadschikistan      | –    | –      | 1      | 1      |
| 16    | Usbekistan         | –    | –      | 1      | 1      |

### Medaillengewinner
| Konkurrenz         | Gold                | Silber                | Bronze                                            |
| ------------------ | ------------------- | --------------------- | ------------------------------------------------- |
| Halbfliegengewicht | Zhou Shiming        | Kaew Pongprayoon      | Dawid Airapetjan Paddy Barnes                     |
| Fliegengewicht     | Robeisy Ramírez     | Njambajaryn Tögstsogt | Michail Alojan Michael Conlan                     |
| Bantamgewicht      | Luke Campbell       | John Joe Nevin        | Lázaro Álvarez Satoshi Shimizu                    |
| Leichtgewicht      | Wassyl Lomatschenko | Han Soon-chul         | Evaldas Petrauskas Yasniel Toledo                 |
| Halbweltergewicht  | Roniel Iglesias     | Denys Berintschyk     | Vincenzo Mangiacapre Urantschimegiin Mönch-Erdene |
| Weltergewicht      | Serik Säpijew       | Fred Evans            | Andrei Samkowoi Taras Schelestjuk                 |
| Mittelgewicht      | Ryōta Murata        | Esquiva Falcão        | Abbos Atoyev Anthony Ogogo                        |
| Halbschwergewicht  | Jegor Mechonzew     | Ädilbek Nijasymbetow  | Yamaguchi Falcão Oleksandr Hwosdyk                |
| Schwergewicht      | Oleksandr Ussyk     | Clemente Russo        | Teymur Məmmədov Terwel Pulew                      |
| Superschwergewicht | Anthony Joshua      | Roberto Cammarelle    | Iwan Dytschko Məhəmmədrəsul Məcidov               |

| Konkurrenz     | Gold             | Silber              | Bronze                             |
| -------------- | ---------------- | ------------------- | ---------------------------------- |
| Fliegengewicht | Nicola Adams     | Ren Cancan          | Marlen Esparza Mary Kom            |
| Leichtgewicht  | Katie Taylor     | Sofja Otschigawa    | Adriana Araújo Mawsuna Tschorijewa |
| Mittelgewicht  | Claressa Shields | Nadeschda Torlopowa | Li Jinzi Marina Wolnowa            |

## Zeitplan

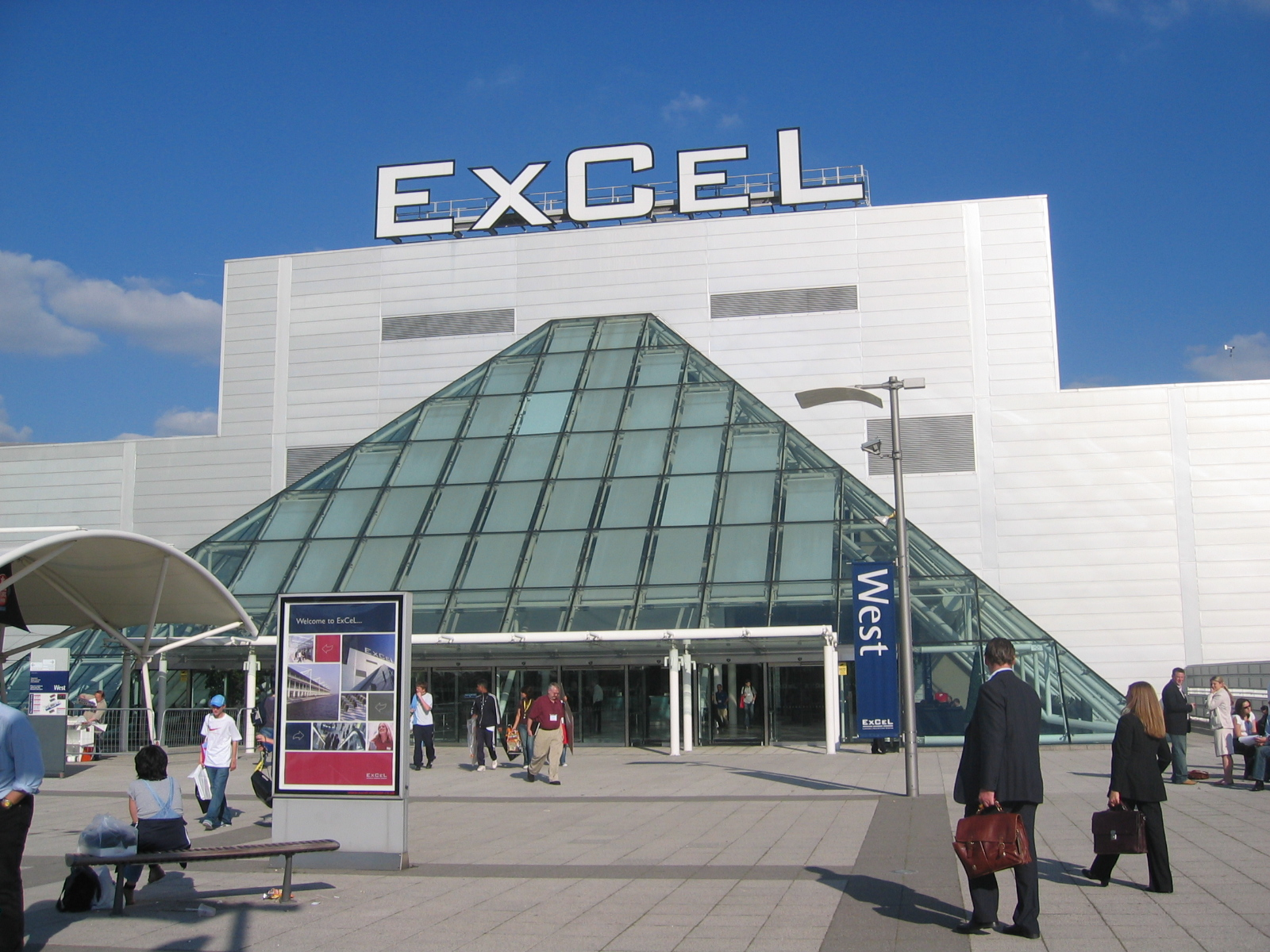
ExCeL Exhibition Centre – Austragungsort der Wettbewerbe im Boxen

| SF | Sechzehntelfinale | AF | Achtelfinale | VF | Viertelfinale | HF | Halbfinale |  | Finale |

| Wettbewerbe und Zeitplan Boxen | Wettbewerbe und Zeitplan Boxen | Wettbewerbe und Zeitplan Boxen | Wettbewerbe und Zeitplan Boxen | Wettbewerbe und Zeitplan Boxen | Wettbewerbe und Zeitplan Boxen | Wettbewerbe und Zeitplan Boxen | Wettbewerbe und Zeitplan Boxen | Wettbewerbe und Zeitplan Boxen | Wettbewerbe und Zeitplan Boxen | Wettbewerbe und Zeitplan Boxen | Wettbewerbe und Zeitplan Boxen | Wettbewerbe und Zeitplan Boxen | Wettbewerbe und Zeitplan Boxen | Wettbewerbe und Zeitplan Boxen | Wettbewerbe und Zeitplan Boxen | Wettbewerbe und Zeitplan Boxen | Wettbewerbe und Zeitplan Boxen |
| Wettbewerbe                    | Wettbewerbe                    | Juli/August                    | Juli/August                    | Juli/August                    | Juli/August                    | Juli/August                    | Juli/August                    | Juli/August                    | Juli/August                    | Juli/August                    | Juli/August                    | Juli/August                    | Juli/August                    | Juli/August                    | Juli/August                    | Juli/August                    | Juli/August                    |
| Männer                         | Männer                         | 28.                            | 29.                            | 30.                            | 31.                            | 1.                             | 2.                             | 3.                             | 4.                             | 5.                             | 6.                             | 7.                             | 8.                             | 9.                             | 10.                            | 11.                            | 12.                            |
| ------------------------------ | ------------------------------ | ------------------------------ | ------------------------------ | ------------------------------ | ------------------------------ | ------------------------------ | ------------------------------ | ------------------------------ | ------------------------------ | ------------------------------ | ------------------------------ | ------------------------------ | ------------------------------ | ------------------------------ | ------------------------------ | ------------------------------ | ------------------------------ |
| Halbfliegengewicht             | bis 49 kg                      |                                |                                |                                | SF                             |                                |                                |                                | AF                             |                                |                                |                                | VF                             |                                | HF                             |                                |                                |
| Fliegengewicht                 | bis 52 kg                      |                                |                                | SF                             |                                |                                |                                | AF                             |                                |                                |                                | VF                             |                                |                                | HF                             |                                |                                |
| Bantamgewicht                  | bis 56 kg                      | SF                             |                                |                                |                                | AF                             |                                |                                |                                | VF                             |                                |                                |                                |                                | HF                             |                                |                                |
| Leichtgewicht                  | bis 60 kg                      |                                | SF                             |                                |                                |                                | AF                             |                                |                                |                                | VF                             |                                |                                |                                | HF                             |                                |                                |
| Halbweltergewicht              | bis 64 kg                      |                                |                                |                                | SF                             |                                |                                |                                | AF                             |                                |                                |                                | VF                             |                                | HF                             |                                |                                |
| Weltergewicht                  | bis 69 kg                      |                                | SF                             |                                |                                |                                |                                | AF                             |                                |                                |                                | VF                             |                                |                                | HF                             |                                |                                |
| Mittelgewicht                  | bis 75 kg                      | SF                             |                                |                                |                                |                                | AF                             |                                |                                |                                | VF                             |                                |                                |                                | HF                             |                                |                                |
| Halbschwergewicht              | bis 81 kg                      |                                |                                | SF                             |                                |                                |                                |                                | AF                             |                                |                                |                                | VF                             |                                | HF                             |                                |                                |
| Schwergewicht                  | bis 91 kg                      |                                |                                |                                |                                | AF                             |                                |                                |                                | VF                             |                                |                                |                                |                                | HF                             |                                |                                |
| Superschwergewicht             | über 91 kg                     |                                |                                |                                |                                | AF                             |                                |                                |                                |                                | VF                             |                                |                                |                                | HF                             |                                |                                |
| Frauen                         | Frauen                         | 28.                            | 29.                            | 30.                            | 31.                            | 1.                             | 2.                             | 3.                             | 4.                             | 5.                             | 6.                             | 7.                             | 8.                             | 9.                             | 10.                            | 11.                            | 12.                            |
| Fliegengewicht                 | 48 – 51 kg                     |                                |                                |                                |                                |                                |                                |                                |                                | AF                             | VF                             |                                | HF                             |                                |                                |                                |                                |
| Leichtgewicht                  | 57 – 60 kg                     |                                |                                |                                |                                |                                |                                |                                |                                | AF                             | VF                             |                                | HF                             |                                |                                |                                |                                |
| Mittelgewicht                  | 69 – 75 kg                     |                                |                                |                                |                                |                                |                                |                                |                                | AF                             | VF                             |                                | HF                             |                                |                                |                                |                                |

## Strittige Urteile
Zu einem regelrechten Skandal wurde der Kampfausgang im Bantamgewicht zwischen dem Japaner Satoshi Shimizu und Məhəmməd Əbdülhəmidov aus Aserbaidschan. Denn obwohl Shimizu seinen Gegner gleich sechsmal am Boden hatte, wurde Abdulhamidow nicht mehr angezählt und schließlich sogar zum Punktsieger (22:17) erklärt. Nach dem Protest der Japaner hob der Boxweltverband AIBA das Urteil auf und bestimmte Shimizu zum Sieger durch Überlegenheit. Der turkmenische Unparteiische Ischanguli Meretnijasow der den Kampf geleitet hatte, und der aserbaidschanische Funktionär der AIBA Aghajan Abiyew, wurden suspendiert.
Auch der deutsche Ringrichter Frank Scharmach wurde für fünf Tage suspendiert, da er beim Schwergewichts-Achtelfinale zwischen Ali Mazaheri und José Larduet den Iraner Mazaheri dreimal umstritten verwarnt und anschließend disqualifiziert hatte. Scharmach soll laut AIBA eine „Denkpause“ einlegen und sich eingehend mit dem Urteil beschäftigen. Da das iranische Team es aber offenbar versäumt hat, rechtzeitig formal Einspruch gegen das Ergebnis einzulegen, blieb es bei dem Sieg des Kubaners.
Auch der Kampfausgang im Weltergewicht zwischen dem US-Amerikaner Errol Spence und dem Inder Vikas Krishan Yadav wurde von der AIBA aufgehoben. Yadav war anfangs zum Punktsieger (13:11) erklärt worden, jedoch korrigierte die AIBA nach Auswertung der Videoaufzeichnungen den Kampfausgang in einen 15:13 Punktsieg für den Amerikaner. Laut AIBA waren mehrere Fouls des Inders und daraus resultierende Punktgewinne für Spence nicht berücksichtigt worden.
Für Aufregung sorgte zudem das Ausscheiden des deutschen Mittelgewichtlers Stefan Härtel gegen den Engländer Anthony Ogogo im Viertelfinale. Der Präsident des deutschen Boxverbandes Jürgen Kyas sprach von einem durch Heimvorteil beeinflussten Kampfergebnis und einer Neutralitätsverletzung durch die Ringrichter. Der Sieg des Engländers wurde zwar nicht in Frage gestellt, jedoch die Tatsache, dass dieser alle drei Runden zugesprochen bekam, obwohl Härtel nach deutscher Ansicht zumindest die zweite Runde deutlich beherrschte.

## Ergebnisse Männer

### Halbfliegengewicht (bis 49 kg)
| Platz | Land | Sportler                |
| ----- | ---- | ----------------------- |
| 1     | CHN  | Zhou Shiming            |
| 2     | THA  | Kaew Pongprayoon        |
| 3     | RUS  | Dawid Airapetjan        |
| 3     | IRL  | Paddy Barnes            |
| 5     | BUL  | Alexandar Alexandrow    |
| 5     | IND  | Devendro Singh Laishram |
| 5     | TUR  | Ferhat Pehlivan         |
| 5     | KAZ  | Birschan Schaqypow      |

Datum: 31. Juli bis 11. August 2012

26 Teilnehmer aus 26 Ländern

### Fliegengewicht (bis 52 kg)
| Platz | Land | Sportler              |
| ----- | ---- | --------------------- |
| 1     | CUB  | Robeisy Ramírez       |
| 2     | MGL  | Njambajaryn Tögstsogt |
| 3     | RUS  | Michail Alojan        |
| 3     | IRL  | Michael Conlan        |
| 5     | PUR  | Jeyvier Cintrón       |
| 5     | UZB  | Jasurbek Latipov      |
| 5     | FRA  | Nordine Oubaali       |
| 5     | GBR  | Andrew Selby          |

Datum: 30. Juli bis 12. August 2012

26 Teilnehmer aus 26 Ländern

### Bantamgewicht (bis 56 kg)
| Platz | Land | Sportler               |
| ----- | ---- | ---------------------- |
| 1     | GBR  | Luke Campbell          |
| 2     | IRL  | John Joe Nevin         |
| 3     | CUB  | Lázaro Álvarez         |
| 3     | JPN  | Satoshi Shimizu        |
| 5     | BUL  | Detelin Dalakliew      |
| 5     | BRA  | Robenilson de Jesus    |
| 5     | ALG  | Mohammed Amine Ouadahi |
| 5     | MEX  | Óscar Valdez           |

Datum: 28. Juli bis 11. August 2012

27 Teilnehmer aus 27 Ländern

### Leichtgewicht (bis 60 kg)
| Platz | Land | Sportler               |
| ----- | ---- | ---------------------- |
| 1     | UKR  | Wassyl Lomatschenko    |
| 2     | KOR  | Han Soon-chul          |
| 3     | LTU  | Evaldas Petrauskas     |
| 3     | CUB  | Yasniel Toledo         |
| 5     | UZB  | Fazliddin Gʻoibnazarov |
| 5     | KAZ  | Ghani Schailauow       |
| 5     | ITA  | Domenico Valentino     |
| 5     | PUR  | Félix Verdejo          |

Datum: 29. Juli bis 12. August 2012

28 Teilnehmer aus 28 Ländern

### Halbweltergewicht (bis 64 kg)
| Platz | Land | Sportler                     |
| ----- | ---- | ---------------------------- |
| 1     | CUB  | Roniel Iglesias              |
| 2     | UKR  | Denys Berintschyk            |
| 3     | ITA  | Vincenzo Mangiacapre         |
| 3     | MGL  | Urantschimegiin Mönch-Erdene |
| 5     | AUS  | Jeff Horn                    |
| 5     | KAZ  | Danijar Jeleussinow          |
| 5     | UZB  | Oʻktamjon Raxmonov           |
| 5     | GBR  | Thomas Stalker               |

Datum: 31. Juli bis 11. August 2012

28 Teilnehmer aus 28 Ländern

### Weltergewicht (bis 69 kg)
| Platz | Land | Sportler          |
| ----- | ---- | ----------------- |
| 1     | KAZ  | Serik Säpijew     |
| 2     | GBR  | Fred Evans        |
| 3     | RUS  | Andrei Samkowoi   |
| 3     | UKR  | Taras Schelestjuk |
| 5     | CAN  | Custio Clayton    |
| 5     | VEN  | Gabriel Maestre   |
| 5     | USA  | Errol Spence      |
| 5     | FRA  | Alexis Vastine    |
|       |      |                   |
| 17    | GER  | Patrick Wojcicki  |

Datum: 29. Juli bis 12. August 2012

28 Teilnehmer aus 28 Ländern

### Mittelgewicht (bis 75 kg)
| Platz | Land | Sportler       |
| ----- | ---- | -------------- |
| 1     | JPN  | Ryōta Murata   |
| 2     | BRA  | Esquiva Falcão |
| 3     | UZB  | Abbos Atoyev   |
| 3     | GBR  | Anthony Ogogo  |
| 5     | HUN  | Zoltán Harcsa  |
| 5     | GER  | Stefan Härtel  |
| 5     | TUR  | Adem Kılıççı   |
| 5     | IND  | Vijender Kumar |

Datum: 28. Juli bis 11. August 2012

28 Teilnehmer aus 28 Ländern

### Halbschwergewicht (bis 81 kg)
| Platz | Land | Sportler             |
| ----- | ---- | -------------------- |
| 1     | RUS  | Jegor Mechonzew      |
| 2     | KAZ  | Ädilbek Nijasymbetow |
| 3     | BRA  | Yamaguchi Falcão     |
| 3     | UKR  | Oleksandr Hwosdyk    |
| 5     | ALG  | Abdelhafid Benchabla |
| 5     | CUB  | Julio César La Cruz  |
| 5     | UZB  | Elshod Rasulov       |
| 5     | IRI  | Ehsan Rouzbahani     |

Datum: 30. Juli bis 12. August 2012

26 Teilnehmer aus 26 Ländern

### Schwergewicht (bis 91 kg)
| Platz | Land | Sportler         |
| ----- | ---- | ---------------- |
| 1     | UKR  | Oleksandr Ussyk  |
| 2     | ITA  | Clemente Russo   |
| 3     | AZE  | Teymur Məmmədov  |
| 3     | BUL  | Terwel Pulew     |
| 5     | RUS  | Artur Beterbijew |
| 5     | BLR  | Sjarhej Karnejeu |
| 5     | CUB  | José Larduet     |
| 5     | ARG  | Yamil Peralta    |

Datum: 1. bis 11. August 2012

14 Teilnehmer aus 14 Ländern

### Superschwergewicht (über 91 kg)
| Platz | Land | Sportler              |
| ----- | ---- | --------------------- |
| 1     | GBR  | Anthony Joshua        |
| 2     | ITA  | Roberto Cammarelle    |
| 3     | KAZ  | Iwan Dytschko         |
| 3     | AZE  | Məhəmmədrəsul Məcidov |
| 5     | MAR  | Mohamed Arjaoui       |
| 5     | CAN  | Simon Kean            |
| 5     | RUS  | Magomed Omarow        |
| 5     | CHN  | Zhang Zhilei          |
| 9     | GER  | Erik Pfeifer          |

Datum: 1. bis 12. August 2012

16 Teilnehmer aus 16 Ländern

## Ergebnisse Frauen

### Fliegengewicht (48 bis 51 kg)
| Platz | Land | Sportlerin       |
| ----- | ---- | ---------------- |
| 1     | GBR  | Nicola Adams     |
| 2     | CHN  | Ren Cancan       |
| 3     | USA  | Marlen Esparza   |
| 3     | IND  | Mary Kom         |
| 5     | VEN  | Karlha Magliocco |
| 5     | BUL  | Stojka Petrowa   |
| 5     | TUN  | Maroua Rahali    |
| 5     | RUS  | Jelena Saweljewa |

Datum: 1. bis 12. August 2012

12 Teilnehmerinnen aus 12 Ländern

### Leichtgewicht (57 bis 60 kg)
| Platz | Land | Sportlerin          |
| ----- | ---- | ------------------- |
| 1     | IRL  | Katie Taylor        |
| 2     | RUS  | Sofja Otschigawa    |
| 3     | BRA  | Adriana Araújo      |
| 3     | TJK  | Mawsuna Tschorijewa |
| 5     | CHN  | Dong Cheng          |
| 5     | GBR  | Natasha Jonas       |
| 5     | MAR  | Mahjouba Oubtil     |
| 5     | NZL  | Alexis Pritchard    |

Datum: 1. bis 12. August 2012

12 Teilnehmerinnen aus 12 Ländern

### Mittelgewicht (69 bis 75 kg)
| Platz | Land | Sportlerin          |
| ----- | ---- | ------------------- |
| 1     | USA  | Claressa Shields    |
| 2     | RUS  | Nadeschda Torlopowa |
| 3     | CHN  | Li Jinzi            |
| 3     | KAZ  | Marina Wolnowa      |
| 5     | SWE  | Anna Laurell        |
| 5     | GBR  | Savannah Marshall   |
| 5     | NGR  | Edith Ogoke         |
| 5     | CAN  | Mary Spencer        |

Datum: 1. bis 12. August 2012

12 Teilnehmerinnen aus 12 Ländern

## Qualifikation

### Qualifikationskriterien
Es werden 286 Athleten an den Wettbewerben teilnehmen, darunter 36 Frauen und 250 Männer. Sechs Quotenplätze waren für das NOK des Gastgebers reserviert und 19 Quotenplätze werden auf Einladung der Association Internationale de Boxe Amateure (AIBA) an NOKs vergeben, die nach Abschluss der Qualifikationsphase keine Quotenplätze erreichen konnten. Pro Gewichtsklasse durfte jedes NOK maximal einen Athleten nominieren.
Der einzige Qualifikationswettkampf der Frauen waren die Weltmeisterschaften 2012, wobei die besten acht Athletinnen pro Gewichtsklasse einen Quotenplatz erkämpften, allerdings nur im Rahmen einer kontinentalen Maximalquote. Afrika hatte fünf Quotenplätze, Amerika acht, Asien acht, Europa zwölf und Ozeanien drei. Die Weltmeisterschaften fanden vom 9. bis 20. Mai 2012 in Qinhuangdao statt. Elf Quotenplätze vergab die AIBA nach den Weltmeisterschaften per Einladung, ein Startplatz war für das gastgebende NOK reserviert, falls sich keine Athletin regulär hätte qualifizieren können.
Bei den Männern wurden in der ersten Qualifikationsphase vom 22. September bis 10. Oktober 2011 bei den Weltmeisterschaften in Baku 92 Quotenplätze an die Athleten auf den Plätzen eins bis zehn bzw. Plätzen eins bis sechs für die beiden schwersten Gewichtsklassen vergeben. In der zweiten Qualifikationsphase wurden 140 Quotenplätze bei kontinentalen Turnieren im Frühjahr 2012 vergeben. Afrika standen bei Weltmeisterschaften und kontinentaler Qualifikation insgesamt 52 Quotenplätze zu, Amerika 54, Asien 56, Europa 78 und Ozeanien zehn. Fünf Quotenplätze wurden außerdem erstmals im Mai 2011 bei den World Series of Boxing (WSB) vergeben. Nach Abschluss der kontinentalen Qualifikationswettkämpfe vergab die AIBA sieben Quotenplätze per Einladung.
| Übersicht der Qualifikationswettkämpfe mit Anzahl der zu vergebenen Quotenplätze | Übersicht der Qualifikationswettkämpfe mit Anzahl der zu vergebenen Quotenplätze | Übersicht der Qualifikationswettkämpfe mit Anzahl der zu vergebenen Quotenplätze | Übersicht der Qualifikationswettkämpfe mit Anzahl der zu vergebenen Quotenplätze | Übersicht der Qualifikationswettkämpfe mit Anzahl der zu vergebenen Quotenplätze | Übersicht der Qualifikationswettkämpfe mit Anzahl der zu vergebenen Quotenplätze | Übersicht der Qualifikationswettkämpfe mit Anzahl der zu vergebenen Quotenplätze | Übersicht der Qualifikationswettkämpfe mit Anzahl der zu vergebenen Quotenplätze | Übersicht der Qualifikationswettkämpfe mit Anzahl der zu vergebenen Quotenplätze | Übersicht der Qualifikationswettkämpfe mit Anzahl der zu vergebenen Quotenplätze | Übersicht der Qualifikationswettkämpfe mit Anzahl der zu vergebenen Quotenplätze | Übersicht der Qualifikationswettkämpfe mit Anzahl der zu vergebenen Quotenplätze | Übersicht der Qualifikationswettkämpfe mit Anzahl der zu vergebenen Quotenplätze | Übersicht der Qualifikationswettkämpfe mit Anzahl der zu vergebenen Quotenplätze |
| Wettkampf                                                                        | Ort                                                                              | Datum                                                                            | Klasse bis 49 kg                                                                 | Klasse bis 52 kg                                                                 | Klasse bis 56 kg                                                                 | Klasse bis 60 kg                                                                 | Klasse bis 64 kg                                                                 | Klasse bis 69 kg                                                                 | Klasse bis 75 kg                                                                 | Klasse bis 81 kg                                                                 | Klasse bis 91 kg                                                                 | Klasse über 91 kg                                                                | Gesamt                                                                           |
| -------------------------------------------------------------------------------- | -------------------------------------------------------------------------------- | -------------------------------------------------------------------------------- | -------------------------------------------------------------------------------- | -------------------------------------------------------------------------------- | -------------------------------------------------------------------------------- | -------------------------------------------------------------------------------- | -------------------------------------------------------------------------------- | -------------------------------------------------------------------------------- | -------------------------------------------------------------------------------- | -------------------------------------------------------------------------------- | -------------------------------------------------------------------------------- | -------------------------------------------------------------------------------- | -------------------------------------------------------------------------------- |
| Finals der WSB Championships                                                     | Guiyang                                                                          | 27.–28. Mai 2011                                                                 |                                                                                  |                                                                                  | 1                                                                                | 1                                                                                |                                                                                  |                                                                                  | 1                                                                                | 1                                                                                | 1                                                                                |                                                                                  | 5                                                                                |
| AIBA-Weltmeisterschaften                                                         | Baku                                                                             | 22. Sep.-10. Okt. 2011                                                           | 10                                                                               | 9                                                                                | 10                                                                               | 10                                                                               | 10                                                                               | 10                                                                               | 10                                                                               | 10                                                                               | 6                                                                                | 6                                                                                | 91                                                                               |
| ozeanische Qualifikation                                                         | Canberra                                                                         | 20.–26. März 2012                                                                | 1                                                                                | 1                                                                                | 1                                                                                | 1                                                                                | 1                                                                                | 1                                                                                | 1                                                                                |                                                                                  | 1                                                                                | 1                                                                                | 9                                                                                |
| asiatische Qualifikation                                                         | Astana                                                                           | 5.–12. April 2012                                                                | 1                                                                                | 4                                                                                | 3                                                                                | 1                                                                                | 4                                                                                | 3                                                                                | 4                                                                                | 3                                                                                | 1                                                                                | 1                                                                                | 25                                                                               |
| europäische Qualifikation                                                        | Trabzon                                                                          | 15.–21. April 2012                                                               | 4                                                                                | 3                                                                                | 4                                                                                | 4                                                                                | 1                                                                                | 2                                                                                | 2                                                                                | 3                                                                                | 1                                                                                | 2                                                                                | 26                                                                               |
| afrikanische Qualifikation                                                       | Casablanca                                                                       | 27. April – 6. Mai 2012                                                          | 6                                                                                | 6                                                                                | 5                                                                                | 6                                                                                | 6                                                                                | 6                                                                                | 5                                                                                | 4                                                                                | 2                                                                                | 2                                                                                | 48                                                                               |
| amerikanische Qualifikation                                                      | Rio de Janeiro                                                                   | 4.–13. Mai 2012                                                                  | 3                                                                                | 2                                                                                | 4                                                                                | 4                                                                                | 5                                                                                | 5                                                                                | 5                                                                                | 4                                                                                | 3                                                                                | 3                                                                                | 38                                                                               |
| Einladung durch die AIBA                                                         |                                                                                  |                                                                                  | 1                                                                                | 1                                                                                |                                                                                  | 1                                                                                | 1                                                                                | 1                                                                                |                                                                                  | 1                                                                                | 1                                                                                | 1                                                                                | 8                                                                                |
| Gesamt                                                                           | Gesamt                                                                           | Gesamt                                                                           | 26                                                                               | 26                                                                               | 28                                                                               | 28                                                                               | 28                                                                               | 28                                                                               | 28                                                                               | 26                                                                               | 16                                                                               | 16                                                                               | 250                                                                              |

### Gewonnene Quotenplätze

#### Frauen
Fliegengewicht (48 bis 51 kg)
| Wettkampf                | Quotenplätze | Qualifikantinnen |
| ------------------------ | ------------ | --- |
| Weltmeisterschaften 2012 | 9            | Ren Cancan Nicola Adams Karolina Michalczuk Jelena Saweljewa Marlen Esparza Mary Kom Karlha Magliocco Maroua Rahali Siona Fernandez |
| Einladung durch die AIBA | 3            | Érica Matos Kim Hye-song Stojka Petrowa                                                                                             |
| Gesamt                   | 12           | |

Leichtgewicht (57 bis 60 kg)
| Wettkampf                | Quotenplätze | Qualifikantinnen |
| ------------------------ | ------------ | --- |
| Weltmeisterschaften 2012 | 8            | Katie Taylor Sofja Otschigawa Mawsuna Tschorijewa Natasha Jonas Adriana Araújo Saida Chassenowa Rim Jouini Alexis Pritchard |
| Einladung durch die AIBA | 4            | Mahjoub Oubtil Queen Underwood Dong Cheng Mihaela Lăcătuş                                                                   |
| Gesamt                   | 12           | |

Mittelgewicht (69 bis 75 kg)
| Wettkampf                | Quotenplätze | Qualifikantinnen |
| ------------------------ | ------------ | --- |
| Weltmeisterschaften 2012 | 8            | Savannah Marshall Yelena Vıstropova Nadeschda Torlopowa Li Jinzi Naomi-Lee Fischer-Rasmussen Claressa Shields Roseli Feitosa Edith Agu-Ogoke |
| Einladung durch die AIBA | 4            | Elizabeth Andiego Mary Spencer Marina Wolnowa Anna Laurell                                                                                   |
| Gesamt                   | 12           | |

#### Männer
Halbfliegengewicht (bis 49 kg)
| Wettkampf                   | Quotenplätze | Qualifikanten |
| --------------------------- | ------------ | --- |
| Weltmeisterschaften 2011    | 10           | Zhou Shiming Shin Jong-hun Dawid Airapetjan Pürewdordschiin Serdamba Kaew Pongprayoon Devendro Singh Laishram Kelvin de la Nieve Yosvany Veitía Mark Barriga Jérémy Beccu |
| ozeanische Qualifikation    | 1            | Billy Ward |
| asiatische Qualifikation    | 1            | Birschan Schaqypow |
| europäische Qualifikation   | 4            | Ferhat Pehlivan Alexandar Alexandrow Paddy Barnes Manuel Cappai |
| afrikanische Qualifikation  | 6            | Mohamed Flissi Abdelali Daraa Thomas Essomba Juliano Máquina Tetteh Sulemanu Ramy Helmy Elawady                                                                           |
| amerikanische Qualifikation | 3            | Jantony Ortiz Carlos Quipo Carlos Suárez |
| Einladung durch die AIBA    | 1            | Bayron Molina |
| Gesamt                      | 26           | |

Fliegengewicht (bis 52 kg)
| Wettkampf                   | Quotenplätze | Qualifikanten |
| --------------------------- | ------------ | --- |
| Weltmeisterschaften 2011    | 9            | Michail Alojan Andrew Selby* Rau’Shee Warren Jasurbek Latipov Elvin Məmişzadə Michael Conlan Vincenzo Picardi Robeisy Ramírez Chatchai Butdee |
| ozeanische Qualifikation    | 1            | Jackson Woods |
| asiatische Qualifikation    | 4            | Iljas Süleimenow Njambajaryn Tögstsogt Pak Jong-chol Katsuaki Susa                                                                            |
| europäische Qualifikation   | 3            | Nordine Oubaali Selçuk Eker Salomo N’tuve |
| afrikanische Qualifikation  | 6            | Oteng Oteng Benson Gicharu Samir Brahimi Duke Micah Hesham Yehia Jason Lavigilante                                                            |
| amerikanische Qualifikation | 2            | Jeyvier Cintrón Julião Neto |
| Einladung durch die AIBA    | 1            | Ajmal Faisal |
| Gesamt                      | 26           | |

- Da sich für Großbritannien sowohl Andrew Selby (Wales) als auch Khalid Saeed Yafai (England) qualifizierten, gab es einen Ausscheidungskampf, den Selby für sich entscheiden konnte.

Bantamgewicht (bis 56 kg)
| Wettkampf                     | Quotenplätze | Qualifikanten |
| ----------------------------- | ------------ | --- |
| WSB Individualmeisterschaften | 1            | Kanat Abutalipow |
| Weltmeisterschaften 2011      | 10           | Lázaro Álvarez Luke Campbell Anwar Junussow John Joe Nevin Joseph Diaz Detelin Dalakliew Sergei Wodopjanow Orzubek Shaimov Vittorio Parrinello Mohammed Amine Ouadahi |
| ozeanische Qualifikation      | 1            | Ibrahim Balla |
| asiatische Qualifikation      | 3            | Shiva Thapa Wissam Salamana Satoshi Shimizu |
| europäische Qualifikation     | 4            | Pawlo Ischtschenko Magomed Abdulhamidov Dennis Ceylan Merab Turkadse                                                                                                  |
| afrikanische Qualifikation    | 5            | Aboubakr Lbida Isaac Dogboe Romeo Lemboumba Ayabonga Sonjica Jonas Matheus                                                                                            |
| amerikanische Qualifikation   | 4            | Óscar Valdez Alberto Melián Robenilson de Jesus William Encarnación                                                                                                   |
| Gesamt                        | 28           | |

Leichtgewicht (bis 60 kg)
| Wettkampf                     | Quotenplätze | Qualifikanten |
| ----------------------------- | ------------ | --- |
| WSB Individualmeisterschaften | 1            | Rachid Azzedine |
| Weltmeisterschaften 2011      | 10           | Wassyl Lomatschenko Yasniel Toledo Domenico Valentino Ghani Schailauow Fazliddin Gʻoibnazarov Han Soon-chul Miklós Varga Jai Bhagwan Robson Conceição Sailom Adi |
| ozeanische Qualifikation      | 1            | Luke Jackson |
| asiatische Qualifikation      | 1            | Liu Qiang |
| europäische Qualifikation     | 4            | Evaldas Petrauskas Wasgen Safarjanz Fatih Keleş Joshua Taylor |
| afrikanische Qualifikation    | 6            | Ahmed Mejri Abdelkader Chadi Andrique Allisop Abdon Mewoli Mohamed Ramadan Shafiq Chitou                                                                         |
| amerikanische Qualifikation   | 4            | Félix Verdejo Wellington Arias Eduar Marriaga José Ramírez |
| Einladung durch die AIBA      | 1            | Juan Huertas |
| Gesamt                        | 28           | |

Halbweltergewicht (bis 64 kg)
| Wettkampf                   | Quotenplätze | Qualifikanten |
| --------------------------- | ------------ | --- |
| Weltmeisterschaften 2011    | 10           | Éverton Lopes Denys Berintschyk Vincenzo Mangiacapre Thomas Stalker Gyula Káté Heybatulla Hajialiyev Urantschimegiin Mönch-Erdene Manoj Kumar Anthony Yigit Jonathan Alonso |
| ozeanische Qualifikation    | 1            | Jeff Horn |
| asiatische Qualifikation    | 4            | Danijar Jeleussinow Serdar Hudaýberdiýew Oʻktamjon Raxmonov Mehdi Tolouti                                                                                                   |
| europäische Qualifikation   | 1            | Yakup Şener |
| afrikanische Qualifikation  | 6            | Abdelhak Aatkani Abderrazak Houya Romaric Bassole Eslam El-Gendy Richarno Colin Gilbert Choombe Serge Ambono                                                                |
| amerikanische Qualifikation | 5            | Roniel Iglesias Francisco Vargas César Villarraga Jamel Herring Anderson Rojas                                                                                              |
| Weltrangliste               | 1            | Zdeněk Chládek |
| Gesamt                      | 28           | |

Weltergewicht (bis 69 kg)
| Wettkampf                   | Quotenplätze | Qualifikanten |
| --------------------------- | ------------ | --- |
| Weltmeisterschaften 2011    | 10           | Taras Schelestjuk Serik Säpijew Vikas Krishan Yadav Egidijus Kavaliauskas Andrey Zamkovoy Errol Spence Vasile Belous Fred Evans Alexis Vastine Yasuhiro Suzuki |
| ozeanische Qualifikation    | 1            | Cameron Hammond |
| asiatische Qualifikation    | 3            | Maimaitituersun Qiong Bjambyn Tüwschinbat Amin Ghasemipour |
| europäische Qualifikation   | 2            | Adam Nolan Patrick Wojcicki |
| afrikanische Qualifikation  | 6            | Mehdi Khalsi Mohamed Diaby Ilyas Abbadi Siphiwe Lusizi Seleman Kidunda Yannick Mitoumba Moustapha Hima                                                         |
| amerikanische Qualifikation | 5            | Myke Carvalho Óscar Molina Carlos Sánchez Gabriel Maestre Custio Clayton                                                                                       |
| Einladung durch die AIBA    | 1            | Ahmed Abdulkareem |
| Gesamt                      | 28           | |

Mittelgewicht (bis 75 kg)
| Wettkampf                     | Quotenplätze | Qualifikanten |
| ----------------------------- | ------------ | --- |
| WSB Individualmeisterschaften | 1            | Soltan Migitinov |
| Weltmeisterschaften 2011      | 10           | Jewhen Chytrow Ryōta Murata Bogdan Juratoni Esquiva Falcão Aleksandar Drenovak Darren O’Neill Andranik Hakobjan Danabek Suschanow Zoltán Harcsa Stefan Härtel |
| ozeanische Qualifikation      | 1            | Jesse Ross |
| asiatische Qualifikation      | 4            | Abbos Atoyev Nursähet Pazzyýew Sobirjon Nazarov Vijender Kumar                                                                                                |
| europäische Qualifikation     | 2            | Adem Kılıççı Anthony Ogogo |
| afrikanische Qualifikation    | 5            | Badreddine Haddioui Mujandjae Kasuto Muideen Akanji Abdelmalek Rahou Mohamed Hikal                                                                            |
| amerikanische Qualifikation   | 5            | Terrell Gausha Junior Castillo Marlo Delgado José Espinoza Enrique Collazo                                                                                    |
| Gesamt                        | 28           | |

Halbschwergewicht (bis 81 kg)
| Wettkampf                     | Quotenplätze | Qualifikanten |
| ----------------------------- | ------------ | --- |
| WSB Individualmeisterschaften | 1            | Abdelhafid Benchabla |
| Weltmeisterschaften 2011      | 10           | Julio César La Cruz Ädilbek Nijasymbetow Jegor Mechonzew Elshod Rasulov Damien Hooper Meng Fanlong Oleksandr Hwosdyk Ehsan Rouzbahani Enrico Kölling Jeysson Monroy |
| asiatische Qualifikation      | 3            | Sumit Sangwan Dschahon Qurbonow Ihab Darweesh |
| europäische Qualifikation     | 3            | Bahram Muzaffer Vatan Huseynli Michail Dauhaljawez |
| afrikanische Qualifikation    | 4            | Yahia El-Mekachari Ahmed Barki Christian Donfack Lukman Lawal |
| amerikanische Qualifikation   | 4            | Marcus Browne Yamaguchi Falcão Carlos Góngora Osmar Bravo |
| Einladung durch die AIBA      | 1            | Boško Drašković |
| Gesamt                        | 26           | |

Schwergewicht (bis 91 kg)
| Wettkampf                     | Quotenplätze | Qualifikanten                                                                                |
| ----------------------------- | ------------ | -------------------------------------------------------------------------------------------- |
| WSB Individualmeisterschaften | 1            | Clemente Russo                                                                               |
| Weltmeisterschaften 2011      | 6            | Oleksandr Ussyk Teymur Məmmədov Sjarhej Karnejeu Wang Xuanxuan Artur Beterbijew José Larduet |
| ozeanische Qualifikation      | 1            | Jai Opetaia                                                                                  |
| asiatische Qualifikation      | 1            | Ali Mazaheri                                                                                 |
| europäische Qualifikation     | 1            | Terwel Pulew                                                                                 |
| afrikanische Qualifikation    | 2            | Chouaib Bouloudinats Maxwell Amponsah                                                        |
| amerikanische Qualifikation   | 3            | Michael Hunter Yamil Peralta Julio Castillo                                                  |
| Einladung durch die AIBA      | 1            | Tumba Silva                                                                                  |
| Gesamt                        | 16           |                                                                                              |

Superschwergewicht (über 91 kg)
| Wettkampf                   | Quotenplätze | Qualifikanten                                                                                      |
| --------------------------- | ------------ | -------------------------------------------------------------------------------------------------- |
| Weltmeisterschaften 2011    | 6            | Məhəmmədrəsul Məcidov Anthony Joshua Iwan Dytschko Erik Pfeifer Erislandy Savón Roberto Cammarelle |
| ozeanische Qualifikation    | 1            | Johan Linde                                                                                        |
| asiatische Qualifikation    | 1            | Zhang Zhilei                                                                                       |
| europäische Qualifikation   | 2            | Magomed Omarow Tony Yoka                                                                           |
| afrikanische Qualifikation  | 2            | Mohamed Arjaoui Blaise Yepmou                                                                      |
| amerikanische Qualifikation | 3            | Ítalo Perea Dominic Breazeale Simon Kean                                                           |
| Einladung durch die AIBA    | 1            | Meji Mwanba                                                                                        |
| Gesamt                      | 16           | |

### Übersicht qualifizierter NOKs
| Gewonnene Quotenplätze nach NOKs | Gewonnene Quotenplätze nach NOKs | Gewonnene Quotenplätze nach NOKs | Gewonnene Quotenplätze nach NOKs | Gewonnene Quotenplätze nach NOKs | Gewonnene Quotenplätze nach NOKs | Gewonnene Quotenplätze nach NOKs | Gewonnene Quotenplätze nach NOKs | Gewonnene Quotenplätze nach NOKs | Gewonnene Quotenplätze nach NOKs | Gewonnene Quotenplätze nach NOKs | Gewonnene Quotenplätze nach NOKs | Gewonnene Quotenplätze nach NOKs | Gewonnene Quotenplätze nach NOKs | Gewonnene Quotenplätze nach NOKs |
|                                  | Frauen                           | Frauen                           | Frauen                           | Männer                           | Männer                           | Männer                           | Männer                           | Männer                           | Männer                           | Männer                           | Männer                           | Männer                           | Männer                           | Athleten Gesamt                  |
| Wettbewerb                       | Klasse 48–51 kg                  | Klasse 57–60 kg                  | Klasse 69–75 kg                  | Klasse bis 49 kg                 | Klasse bis 52 kg                 | Klasse bis 56 kg                 | Klasse bis 60 kg                 | Klasse bis 64 kg                 | Klasse bis 69 kg                 | Klasse bis 75 kg                 | Klasse bis 81 kg                 | Klasse bis 91 kg                 | Klasse über 91 kg                | Athleten Gesamt                  |
| -------------------------------- | -------------------------------- | -------------------------------- | -------------------------------- | -------------------------------- | -------------------------------- | -------------------------------- | -------------------------------- | -------------------------------- | -------------------------------- | -------------------------------- | -------------------------------- | -------------------------------- | -------------------------------- | -------------------------------- |
| Afghanistan                      |                                  |                                  |                                  |                                  | X                                |                                  |                                  |                                  |                                  |                                  |                                  |                                  |                                  | 1                                |
| Ägypten                          |                                  |                                  |                                  | X                                | X                                |                                  | X                                | X                                |                                  | X                                |                                  |                                  |                                  | 5                                |
| Algerien                         |                                  |                                  |                                  | X                                | X                                | X                                | X                                |                                  | X                                | X                                | X                                | X                                |                                  | 8                                |
| Angola                           |                                  |                                  |                                  |                                  |                                  |                                  |                                  |                                  |                                  |                                  |                                  | X                                |                                  | 1                                |
| Argentinien                      |                                  |                                  |                                  |                                  |                                  | X                                |                                  |                                  |                                  |                                  |                                  | X                                |                                  | 2                                |
| Armenien                         |                                  |                                  |                                  |                                  |                                  |                                  |                                  |                                  |                                  | X                                |                                  |                                  |                                  | 1                                |
| Aserbaidschan                    |                                  |                                  | X                                |                                  | X                                | X                                |                                  | X                                |                                  | X                                | X                                | X                                | X                                | 8                                |
| Australien                       |                                  |                                  | X                                | X                                | X                                | X                                | X                                | X                                | X                                | X                                | X                                | X                                | X                                | 11                               |
| Benin                            |                                  |                                  |                                  |                                  |                                  |                                  | X                                |                                  |                                  |                                  |                                  |                                  |                                  | 1                                |
| Brasilien                        | X                                | X                                | X                                |                                  | X                                | X                                | X                                | X                                | X                                | X                                | X                                |                                  |                                  | 10                               |
| Botswana                         |                                  |                                  |                                  |                                  | X                                |                                  |                                  |                                  |                                  |                                  |                                  |                                  |                                  | 1                                |
| Bulgarien                        | X                                |                                  |                                  | X                                |                                  | X                                |                                  |                                  |                                  |                                  |                                  | X                                |                                  | 4                                |
| China                            | X                                | X                                | X                                | X                                |                                  |                                  | X                                |                                  | X                                |                                  | X                                | X                                | X                                | 9                                |
| Dänemark                         |                                  |                                  |                                  |                                  |                                  | X                                |                                  |                                  |                                  |                                  |                                  |                                  |                                  | 1                                |
| Dem. Rep. Kongo                  |                                  |                                  |                                  |                                  |                                  |                                  |                                  |                                  |                                  |                                  |                                  |                                  | X                                | 1                                |
| Deutschland                      |                                  |                                  |                                  |                                  |                                  |                                  |                                  |                                  | X                                | X                                | X                                |                                  | X                                | 4                                |
| Dominikanische Rep.              |                                  |                                  |                                  |                                  |                                  | X                                | X                                |                                  |                                  | X                                |                                  |                                  |                                  | 3                                |
| Ecuador                          |                                  |                                  |                                  | X                                |                                  |                                  |                                  | X                                | X                                | X                                | X                                | X                                | X                                | 7                                |
| Frankreich                       |                                  |                                  |                                  | X                                | X                                |                                  | X                                |                                  | X                                |                                  |                                  |                                  | X                                | 5                                |
| Gabun                            |                                  |                                  |                                  |                                  |                                  | X                                |                                  |                                  | X                                |                                  |                                  |                                  |                                  | 2                                |
| Georgien                         |                                  |                                  |                                  |                                  |                                  | X                                |                                  |                                  |                                  |                                  |                                  |                                  |                                  | 1                                |
| Ghana                            |                                  |                                  |                                  | X                                | X                                | X                                |                                  |                                  |                                  |                                  |                                  | X                                |                                  | 4                                |
| Großbritannien                   | X                                | X                                | X                                |                                  | X                                | X                                | X                                | X                                | X                                | X                                |                                  |                                  | X                                | 10                               |
| Honduras                         |                                  |                                  |                                  | X                                |                                  |                                  |                                  |                                  |                                  |                                  |                                  |                                  |                                  | 1                                |
| Indien                           | X                                |                                  |                                  | X                                |                                  | X                                | X                                | X                                | X                                | X                                | X                                |                                  |                                  | 8                                |
| Irak                             |                                  |                                  |                                  |                                  |                                  |                                  |                                  |                                  | X                                |                                  |                                  |                                  |                                  | 1                                |
| Iran                             |                                  |                                  |                                  |                                  |                                  |                                  |                                  | X                                | X                                |                                  | X                                | X                                |                                  | 4                                |
| Irland                           |                                  | X                                |                                  | X                                | X                                | X                                |                                  |                                  | X                                | X                                |                                  |                                  |                                  | 6                                |
| Italien                          |                                  |                                  |                                  | X                                | X                                | X                                | X                                | X                                |                                  |                                  |                                  | X                                | X                                | 7                                |
| Japan                            |                                  |                                  |                                  |                                  | X                                | X                                |                                  |                                  | X                                | X                                |                                  |                                  |                                  | 4                                |
| Jordanien                        |                                  |                                  |                                  |                                  |                                  |                                  |                                  |                                  |                                  |                                  | X                                |                                  |                                  | 1                                |
| Kamerun                          |                                  |                                  |                                  | X                                |                                  |                                  | X                                | X                                |                                  |                                  | X                                |                                  | X                                | 5                                |
| Kanada                           |                                  |                                  | X                                |                                  |                                  |                                  |                                  |                                  | X                                |                                  |                                  |                                  | X                                | 3                                |
| Kasachstan                       |                                  | X                                | X                                | X                                | X                                | X                                | X                                | X                                | X                                | X                                | X                                |                                  | X                                | 11                               |
| Kenia                            |                                  |                                  | X                                |                                  | X                                |                                  |                                  |                                  |                                  |                                  |                                  |                                  |                                  | 2                                |
| Kolumbien                        |                                  |                                  |                                  |                                  |                                  |                                  | X                                | X                                |                                  |                                  | X                                |                                  |                                  | 3                                |
| Kuba                             |                                  |                                  |                                  | X                                | X                                | X                                | X                                | X                                |                                  |                                  | X                                | X                                | X                                | 8                                |
| Litauen                          |                                  |                                  |                                  |                                  |                                  |                                  | X                                |                                  | X                                |                                  |                                  |                                  |                                  | 2                                |
| Marokko                          |                                  | X                                |                                  | X                                |                                  | X                                |                                  | X                                | X                                | X                                | X                                |                                  | X                                | 8                                |
| Mauritius                        |                                  |                                  |                                  |                                  | X                                |                                  |                                  | X                                |                                  |                                  |                                  |                                  |                                  | 2                                |
| Mexiko                           |                                  |                                  |                                  |                                  |                                  | X                                |                                  |                                  | X                                |                                  |                                  |                                  |                                  | 2                                |
| Moldau                           |                                  |                                  |                                  |                                  |                                  |                                  |                                  |                                  | X                                |                                  |                                  |                                  |                                  | 1                                |
| Mongolei                         |                                  |                                  |                                  | X                                | X                                |                                  |                                  | X                                | X                                |                                  |                                  |                                  |                                  | 4                                |
| Montenegro                       |                                  |                                  |                                  |                                  |                                  |                                  |                                  |                                  |                                  |                                  | X                                |                                  |                                  | 1                                |
| Mosambik                         |                                  |                                  |                                  | X                                |                                  |                                  |                                  |                                  |                                  |                                  |                                  |                                  |                                  | 1                                |
| Namibia                          |                                  |                                  |                                  |                                  |                                  | X                                |                                  |                                  |                                  | X                                |                                  |                                  |                                  | 2                                |
| Neuseeland                       | X                                | X                                |                                  |                                  |                                  |                                  |                                  |                                  |                                  |                                  |                                  |                                  |                                  | 1                                |
| Nicaragua                        |                                  |                                  |                                  |                                  |                                  |                                  |                                  |                                  |                                  |                                  | X                                |                                  |                                  | 1                                |
| Niger                            |                                  |                                  |                                  |                                  |                                  |                                  |                                  |                                  | X                                |                                  |                                  |                                  |                                  | 1                                |
| Nigeria                          |                                  |                                  | X                                |                                  |                                  |                                  |                                  |                                  |                                  | X                                | X                                |                                  |                                  | 3                                |
| Nordkorea                        | X                                |                                  |                                  |                                  | X                                |                                  |                                  |                                  |                                  |                                  |                                  |                                  |                                  | 2                                |
| Panama                           |                                  |                                  |                                  |                                  |                                  |                                  | X                                |                                  |                                  |                                  |                                  |                                  |                                  | 1                                |
| Philippinen                      |                                  |                                  |                                  | X                                |                                  |                                  |                                  |                                  |                                  |                                  |                                  |                                  |                                  | 1                                |
| Polen                            | X                                |                                  |                                  |                                  |                                  |                                  |                                  |                                  |                                  |                                  |                                  |                                  |                                  | 1                                |
| Puerto Rico                      |                                  |                                  |                                  | X                                | X                                |                                  | X                                | X                                |                                  | X                                |                                  |                                  |                                  | 5                                |
| Rumänien                         |                                  | X                                |                                  |                                  |                                  |                                  |                                  |                                  |                                  | X                                |                                  |                                  |                                  | 2                                |
| Russland                         | X                                | X                                | X                                | X                                | X                                | X                                |                                  |                                  | X                                |                                  | X                                | X                                | X                                | 10                               |
| Sambia                           |                                  |                                  |                                  |                                  |                                  |                                  |                                  | X                                |                                  |                                  |                                  |                                  |                                  | 1                                |
| Schweden                         |                                  |                                  | X                                |                                  | X                                |                                  |                                  | X                                |                                  |                                  |                                  |                                  |                                  | 3                                |
| Serbien                          |                                  |                                  |                                  |                                  |                                  |                                  |                                  |                                  |                                  | X                                |                                  |                                  |                                  | 1                                |
| Seychellen                       |                                  |                                  |                                  |                                  |                                  |                                  | X                                |                                  |                                  |                                  |                                  |                                  |                                  | 1                                |
| Spanien                          |                                  |                                  |                                  | X                                |                                  |                                  |                                  | X                                |                                  |                                  |                                  |                                  |                                  | 2                                |
| Südafrika                        |                                  |                                  |                                  |                                  |                                  | X                                |                                  |                                  | X                                |                                  |                                  |                                  |                                  | 2                                |
| Südkorea                         |                                  |                                  |                                  | X                                |                                  |                                  | X                                |                                  |                                  |                                  |                                  |                                  |                                  | 2                                |
| Syrien                           |                                  |                                  |                                  |                                  |                                  | X                                |                                  |                                  |                                  |                                  |                                  |                                  |                                  | 1                                |
| Tadschikistan                    |                                  | X                                |                                  |                                  |                                  | X                                |                                  |                                  |                                  | X                                | X                                |                                  |                                  | 4                                |
| Tansania                         |                                  |                                  |                                  |                                  |                                  |                                  |                                  |                                  | X                                |                                  |                                  |                                  |                                  | 1                                |
| Thailand                         |                                  |                                  |                                  | X                                | X                                |                                  | X                                |                                  |                                  |                                  |                                  |                                  |                                  | 3                                |
| Trinidad & Tobago                |                                  |                                  |                                  | X                                |                                  |                                  |                                  |                                  |                                  |                                  |                                  |                                  |                                  | 1                                |
| Tschechien                       |                                  |                                  |                                  |                                  |                                  |                                  |                                  | X                                |                                  |                                  |                                  |                                  |                                  | 1                                |
| Tunesien                         | X                                | X                                |                                  |                                  |                                  |                                  | X                                | X                                |                                  |                                  | X                                |                                  |                                  | 5                                |
| Türkei                           |                                  |                                  |                                  | X                                | X                                |                                  | X                                | X                                |                                  | X                                | X                                |                                  |                                  | 6                                |
| Turkmenistan                     |                                  |                                  |                                  |                                  |                                  |                                  |                                  | X                                |                                  | X                                |                                  |                                  |                                  | 2                                |
| Ukraine                          |                                  |                                  |                                  |                                  |                                  | X                                | X                                | X                                | X                                | X                                | X                                | X                                |                                  | 7                                |
| Ungarn                           |                                  |                                  |                                  |                                  |                                  |                                  | X                                | X                                |                                  | X                                |                                  |                                  |                                  | 3                                |
| Usbekistan                       |                                  |                                  |                                  |                                  | X                                | X                                | X                                | X                                |                                  | X                                | X                                |                                  |                                  | 6                                |
| USA                              | X                                | X                                | X                                |                                  | X                                | X                                | X                                | X                                | X                                | X                                | X                                | X                                | X                                | 12                               |
| Venezuela                        | X                                |                                  |                                  |                                  |                                  |                                  |                                  |                                  | X                                | X                                |                                  |                                  |                                  | 3                                |
| Weißrussland                     |                                  |                                  |                                  |                                  |                                  |                                  | X                                |                                  |                                  |                                  | X                                | X                                |                                  | 3                                |
| Quotenplätze Gesamt              | 12                               | 12                               | 12                               | 26                               | 26                               | 28                               | 28                               | 28                               | 28                               | 28                               | 26                               | 16                               | 16                               | 286                              |

Die fünf Quotenplätze, die bei der WSB vergeben wurden, gewannen die Verbände von Algerien, Frankreich, Italien, Kasachstan und Aserbaidschan. Die Verbände mussten aufgrund der Unterschiede in der Einteilung der Gewichtsklassen festlegen, in welcher olympischen Gewichtsklasse sie den Quotenplatz in Anspruch nehmen. Per Einladung bekamen im Juni 2012 bei den Frauen Brasilien, Bulgarien, Nordkorea, China, die USA, Schweden, Kasachstan, Marokko, Rumänien, Kenia und Kanada sowie bei den Männern Afghanistan, die Demokratische Republik Kongo, Montenegro, Honduras, Panama, Angola und der Irak jeweils einen Startplatz. Burkina Faso und Mali gaben ihre Quotenplätze an den Weltverband AIBA zurück, die Startplätze wurden an Kamerun und Niger neu vergeben. Insgesamt werden Athleten aus 79 NOKs an den Wettkämpfen teilnehmen.